# Anaxyrus canorus
Anaxyrus canorus là loài đặc hữu của Vườn quốc gia Hoa Kỳ. 

## Môi trường sống
Các môi trường sống tự nhiên của chúng là vùng đồng cỏ ôn đới, sông, sông có nước theo mùa, đầm nước, hồ nước ngọt, đầm nước ngọt, và tundra đất ngập nước. Loài này đang bị đe dọa do mất nơi sống. 

## Hình ảnh

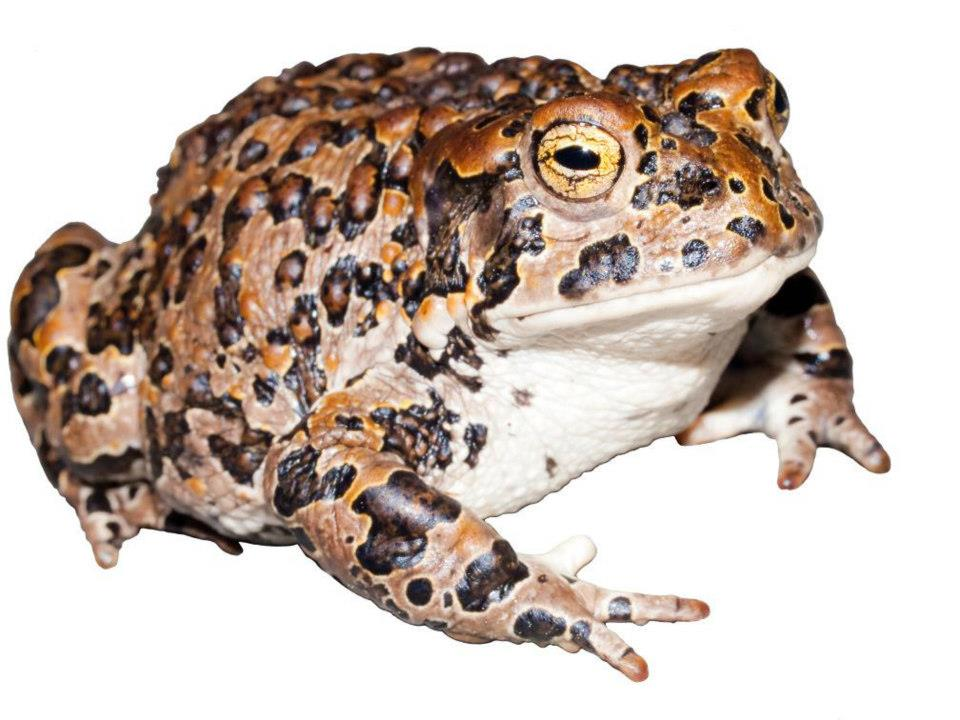
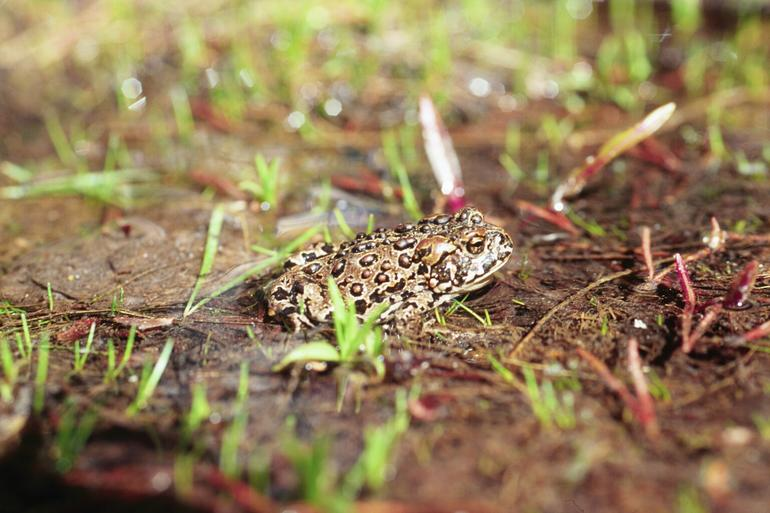
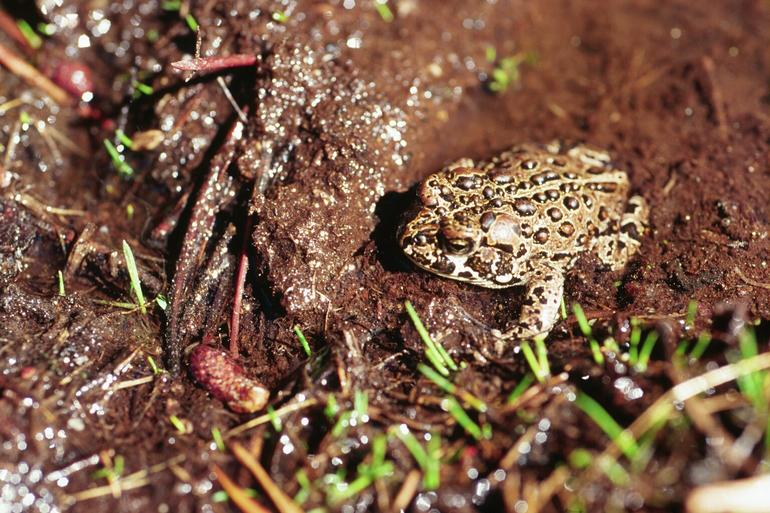
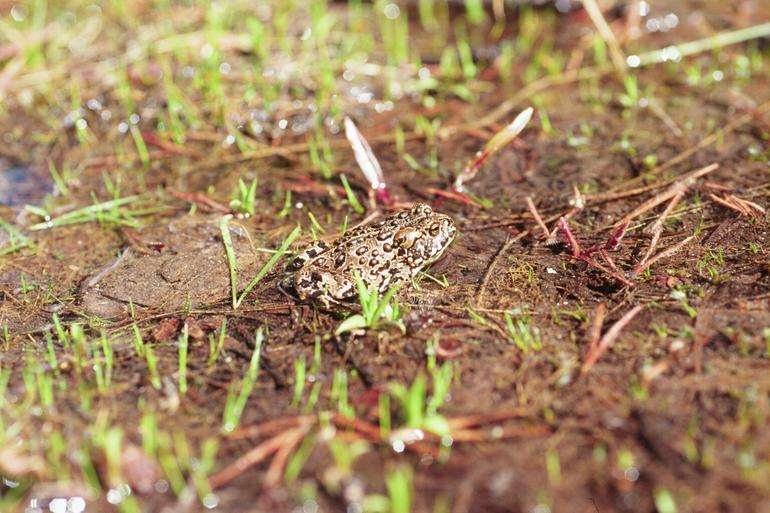